# Riera de la Vidaleta
La riera de la Vidaleta és una riera dels termes d'Almoster i de Reus, al Baix Camp. Se la coneix amb aquest nom a Reus i a Castellvell del Camp. A Almoster, la part que transcorre pel seu terme s''anomena Barranc de Picarany.
Comença al Sol Senyor, a prop del Mas del Víctor. Corre per la part occidental del terme. El recorregut és el propi d'un barranc mentre és dins del terme d'Almoster. Aproximadament on el travessa la carretera, sota la urbanització Castellmoster, es va transformant en riera i primer fa de límit entre els termes d'Almoster i Castellvell i després entra dins del de Reus.
Passa prop de la urbanització el Pinar on hi desemboca la Riera del Roquís i canvia de nom pel de Riera de la Beurada. Després passa prop de la urbanització de Sant Joan i dels Xalets Quintana que li queden a la dreta. Passat Reus, sota la carretera de Tarragona, es barreja amb la Riera del Molinet. Conflueix amb la riera de la Quadra (allí anomenada del pi de Bofarull) per formar la Riera del Mas de Sostres. Després de passar entre Vila-seca i la Canonja se li uneix la riera de la Boella i desemboca en el mediterrani al sud de la Universitat Laboral de Tarragona. La riera és seca i només corre l'aigua amb pluja molt forta.